# Goldener Spatz 2017
Das 25. Deutsche Kinder Medien Festival Goldener Spatz fand vom 11. bis 17. Juni 2017 in Gera und Erfurt statt. Es verzeichnete 17.000 Besucher.

## Beschreibung
Im Wettbewerb Kino-TV wurden 36 Filme und Fernsehbeiträge in fünf Kategorien gezeigt. Die internationale Kinderjury Kino-TV bestand aus 26 Mädchen und Jungen im Alter von 9 bis 13 Jahren, die Jury vergab je einen Goldenen Spatzen in den Kategorien: Kino-/Fernsehfilm, Information/Dokumentation, Serie/Reihe, Unterhaltung und Minis. Außerdem zeichneten sie den besten Darsteller aus.
Zusätzlich zum Wettbewerb Kino-TV vergab die OnlineJury, mit Jungen und Mädchen im Alter von 10 bis 12 Jahren, je einen Preis die Beste Webseite/App zum Thema Kindern eine Stimme geben –Information/Partizipation/Orientierung und zum anderen das Beste Indie-Game4Kids.
Es gab 84 Filmvorführungen und Veranstaltungen.
Am 16. Juni fand die abschließende Preisverleihung, moderiert von Thomas Herrmanns, im Theater Erfurt statt.

## Preisträger
(Quelle:)

### Preise der KinderJury Kino-TV
- Minis: Mücken nerven Leute
- Unterhaltung: Checkpoint – der große CO2 Battle
- Information/Dokumentation: Einfach tierisch: Folge 2
- Serie/Reihe: Die Nektons – Abenteurer der Tiefe: Das Seeungeheuer
- Kino-/Fernsehfilm: Amelie rennt
- Bester Darsteller/-in: Arved Friese
- Regisseur zum besten Kino-/Fernsehfilm (Sonderpreis des Thüringer Ministerpräsidenten): Tobias Wiemann

### Preise der WebJury
- Beste Website – Thema Kindern eine Stimme geben – Information/Partizipation/Orientierung: www.kidkit.de

### Preise der GameJury
- Bestes Indie-Game4Kids: Goldrushers

### Preise des MDR Rundfunkrates
- MDR Rundfunkrat – Bestes Drehbuch: Natja Brunckhorst (Kino-/Fernsehfilm: Amelie rennt)[6]